# Mariosousa
Mariosousa är ett släkte av ärtväxter. Mariosousa ingår i familjen ärtväxter.
Kladogram enligt Catalogue of Life:
| Mariosousa | \| \| Mariosousa mammifera \| \| \| \| \| \| Mariosousa salazarii \| \| \| \| |
|            | \| \| Mariosousa mammifera \| \| \| \| \| \| Mariosousa salazarii \| \| \| \| |
|            | Mariosousa mammifera                                                          |
|            |                                                                               |
|            | Mariosousa salazarii                                                          |
|            |                                                                               |

## Bildgalleri